# Albert Lévy (militant des droits de l'homme)
Pour les articles homonymes, voir Lévy et Albert Lévy.
Albert Lévy, né le 4 avril 1923 à Aurillac et mort le 8 septembre 2008, est un militant français des droits de l'homme. Il a été secrétaire général du Mouvement contre le racisme et pour l'amitié entre les peuples entre 1971 et 1989.
Combattant volontaire de la Résistance à Lyon, il participe notamment à l'action du Mouvement national contre le Racisme (MNCR). 
D'abord journaliste au quotidien L'Humanité, il a été successivement rédacteur, rédacteur en chef et directeur de Droit et Liberté puis directeur de Différences. Il est l'auteur de brochures du MRAP. Il a participé à l'ouvrage collectif La France et l'Apartheid (L'Harmattan), et préfacé plusieurs livres des éditions Droit et Liberté.
Il est secrétaire général du MRAP de 1971 à 1989. Membre de la présidence du MRAP de 1989 à 1991, il a été ensuite membre du comité d'honneur du MRAP. Il a été également président puis président d'honneur de l'Association pour le réexamen de l'affaire Rosenberg.